# غردة رش (مياندوآب)
غردة رش هي قرية في مقاطعة مياندوآب، إيران. عدد سكان هذه القرية هو 1,344 في سنة 2006.